# النظام المالي الياباني
العناصر الرئيسية تتشابه للنظام المالي الياباني إلى حد عالي (كبير) مع الموجودة في الدول الأخرى الصناعية الكبرى:
نظام مصرفي تجاري يقبل الودائع ويغذي القروض للشركات ويمارس العملات الأجنبية؛ خاصة المؤسسات المالية المتخصصة المملوكة للحكومة، وهي التي تمول القطاعات المختلفة من الاقتصاد المحلي في اليابان؛ وشركات الأوراق المالية، أو (خدمات الوساطة)، وتضمن ايضاً الأوراق المالية للشركات والحكومة ، وتتعامل في أسواق الأوراق المالية؛ أسواق رأس المال، التي توفر الوسائل لتمويل الديون العامة والخاصة وبيع ملكية الشركات المتبقية؛ وأسواق المال، والتي توفر للبنوك مصدرًا للسيولة وبنك اليابان مزود بأداة لتنفيذ السياسة النقدية.

## البنوك
تقسيم النظام المصرفي الياباني التقليدي إلى عدة مكونات محددة بوضوح في أخر الثمانينيات:
البنوك التجارية (13 مصرفًا إقليميًا رئيسيًا و64 بنكًا إقليميًا صغيراً)، وبنوك ائتمان طويلة الأجل (العدد 7)، وبنوك استئمانية (العدد 7)، وبنوك للقروض المتبادلة والادخار (العدد 69)، ومختلف المؤسسات المالية المتخصصة.
خلال الثمانينيات، بدأت مجموعة سريعة النمو من العمليات الغير مصرفية - مثل القروض الاستهلاكية، وبطاقات الائتمان، والتأجير، والمؤسسات العقارية - في أداء البعض من الوظائف التقليدية للبنوك، مثل إصدار القروض.
النظام المالي المبكر بعد الحرب، قدمت بنوك المدينة في اليابان قروض قصيرة الأجل للشركات المحلية الكبرى فقط بينما أخذت البنوك الإقليمية الودائع وقروض للشركات المتوسطة والصغيرة فقط. لذلك لم تشارك في الأعمال التجارية الدولية كثيراً.
في الخمسينيات والستينيات من القرن الماضي، اهتم بنك متخصص في اليابان، بنك طوكيو، بمعظم احتياجات الحكومة من النقد الأجنبي وعمل كممثل للبنوك الأجنبية في البلاد. كان القصد من بنوك الائتمان طويلة الأجل هو استكمال البنوك التجارية بدلاً من التنافس معها. تم السماح لاخذ سندات المسألة بدلا من الودائع العادية، والمتخصصة في الإقراض طويل الأجل الكبرى كيرتسو (系列).
تم التصريح للبنوك الاستئمانية بإجراء الخدمات المصرفية للأفراد والثقة، وغالبًا ما تجمع بين عمل البنوك التجارية وبنوك الائتمان طويلة الأجل. لا تقوم البنوك الائتمانية بإدارة المحافظ فحسب، بل تقوم أيضًا بجمع الأموال من خلال بيع شهادات ائتمان قابلة للتداول. قامت بنوك الادخار والقروض المتبادلة، وجمعيات الائتمان، وتعاونيات الائتمان، وجمعيات ائتمان العمل بجمع الودائع الفردية من المودعين العامين. تم بعد ذلك إقراض هذه الودائع لأعضاء التعاونيات وبنوك المدينة المتعطشة للسيولة عبر أسواق المال بين البنوك أو تم إرسالها إلى البنوك التعاونية المركزية، والتي بدورها أقرضت الأموال للشركات الصغيرة والشركات. قامت أكثر من 8000 تعاونية في مجال الزراعة والغابات وصيد الأسماك بالعديد من الوظائف نفسها للتعاونيات. تم تحويل العديد من أموالهم إلى بنكهم المركزي، بنك Norinchukin ، الذي كان أكبر بنك في العالم من حيث الودائع المحلية.
في عام 1990، كانت أكبر خمسة بنوك في العالم، تقاس بإجمالي الأصول، هي البنوك اليابانية. فتحت هذه البنوك فروعاً في الخارج، واستحوذت على بنوك أجنبية قائمة، وانخرطت في أنشطة جديدة، مثل الاكتتاب في إصدارات سندات اليورو والين. زادت بيوت الاستثمار أيضًا من الأنشطة الخارجية، لا سيما المشاركة في سوق سندات الخزانة الأمريكية (حيث تم شراء ما يصل إلى 25 إلى 30 ٪ من كل إصدار جديد من قبل المستثمرين اليابانيين في أواخر الثمانينيات). اعتبارًا من مارس 1989، كانت أكبر خمسة بنوك مدينة في اليابان (بالترتيب من إجمالي حجم الصندوق) هي Dai-Ichi Kangyo Bank و Sumitomo Bank وFuji Bank و Mitsubishi Bank و Sanwa Bank .

## المؤسسات الحكومية
وقامت مجموعة من المؤسسات المالية الحكومية بالتوازي مع القطاع المصرفي الخاص. عزز بنك التصدير والاستيراد الياباني (JEXIM)، وبنك التنمية الياباني، وعدد من الشركات المالية، مثل مؤسسة قروض الإسكان، نمو القطاعات المتخصصة في الاقتصاد المحلي. استمدت هذه المؤسسات تمويلها من الودائع التي تم جمعها بواسطة نظام الادخار البريدي وإيداعها لدى مكتب الصندوق الاستئماني. يقبل نظام الادخار البريدي، من خلال 24000 مكتب بريد، الأموال بأشكال مختلفة، بما في ذلك المدخرات والمعاشات والتأمين. قدمت مكاتب البريد أعلى معدلات الفائدة لــ حسابات التوفير بعائد العادية (8٪ للودائع لأجل في عام 1990) والمدخرات المعفاة من الضرائب حتى عام 1988، وبذلك جمعت الودائع والحسابات أكثر من أي مؤسسة أخرى في العالم.
بنك اليابان للتعاون الدولي (JBIC) هي المؤسسة الحكومية الوحيدة ذات التركيز الدولي العالمي.ويميز البنك بتوفير التمويل للتجارة بين اليابان والبلدان الأخرى النامية، ويقوم البنك بوظيفة بنوك التصدير والاستيراد التي تديرها الحكومات الأخرى (بما في ذلك أيضا الولايات المتحدة الأمريكية)، على الرغم من مشاركته ربما تكون أكبر.

## ضمانات
زادت أسواق الأوراق المالية اليابانية من حجم تعاملاتها بسرعة خلال أواخر الثمانينيات، بقيادة شركات الأوراق المالية اليابانية سريعة التوسع. كانت هناك ثلاث فئات لشركات الأوراق المالية في اليابان، تتكون الفئة الأولى من بيوت الأوراق المالية «الأربعة الكبار» (من بين أكبر ست شركات من هذا النوع في العالم): نومورا، ودايوا، ونيكو، ويامايتشي. لعب الأربعة الكبار دورًا رئيسيًا في المعاملات المالية الدولية وكانوا أعضاء في بورصة نيويورك. نومورا كانت أكبر شركة أوراق مالية منفردة في العالم. تجاوز صافي رأس مالها، الذي تجاوز 10 مليارات دولار أمريكي في عام 1986، رأس مال ميريل لينش، سالومون براذرز، وشيرسون ليمان مجتمعين. في عام 1986، أصبح نومورا أول عضو ياباني في بورصة لندن. كان نومورا ودايوا من المتعاملين الأساسيين في سوق سندات الخزانة الأمريكية. احتوت الطبقة الثانية من شركات الأوراق المالية على عشر شركات متوسطة الحجم. تتألف الطبقة الثالثة من جميع شركات الأوراق المالية الأصغر المسجلة في اليابان. العديد من هذه الشركات الصغيرة كانت تابعة للأربعة الكبار، بينما كان بعضها تابعًا للبنوك. في عام 1986، كانت ثلاثة وثمانين شركة من الشركات الأصغر أعضاء في بورصة طوكيو للأوراق المالية والأوراق المالية. استمدت شركات الأوراق المالية اليابانية معظم دخلها من رسوم السمسرة وتداول الأسهم والسندات والاكتتاب والتعامل. وشملت الخدمات الأخرى إدارة الصناديق الاستئمانية. في أواخر الثمانينيات، أصبح عدد من شركات الأوراق المالية الأجنبية، بما في ذلك Salomon Brothers و Merrill Lynch ، لاعبين في العالم المالي الياباني.
أصبحت شركات التأمين اليابانية رائدة في مجال التمويل الدولي في أواخر الثمانينيات. يمتلك أكثر من 90٪ من السكان تأمينًا على الحياة، وكان المبلغ المحتفظ به لكل شخص أكبر بنسبة 50٪ على الأقل مما هو عليه في الولايات المتحدة. استخدم العديد من اليابانيين شركات التأمين كوسائل ادخار. نمت أصول شركات التأمين بمعدل يزيد عن 20٪ سنويًا في أواخر الثمانينيات، لتصل إلى ما يقرب من 694 مليار دولار أمريكي في عام 1988. انتقلت شركات التأمين على الحياة بشكل كبير إلى الاستثمارات الأجنبية حيث سمح لها إلغاء التنظيم بالقيام بذلك ومع زيادة مواردها من خلال انتشار صناديق التقاعد الممولة بالكامل. سمحت هذه الأصول للشركات بأن تصبح لاعبًا رئيسيًا في أسواق المال الدولية. يذكر أن شركة نيبون للتأمين على الحياة، أكبر شركة تأمين في العالم، كانت أكبر مالك منفرد لسندات الخزانة الأمريكية في عام 1989.

### تداول الاسهم
أصبحت بورصة طوكيو للأوراق المالية والأوراق المالية الأكبر في العالم في عام 1988، من حيث القيمة السوقية المجمعة للأسهم القائمة والرسملة، بينما احتلت بورصة أوساكا المرتبة الثالثة بعد بورصة طوكيو ونيويورك. على الرغم من وجود ثماني بورصات في اليابان، إلا أن بورصة طوكيو للأوراق المالية والأوراق المالية مثلت 83 ٪ من إجمالي حقوق الملكية في البلاد في عام 1988. من بين 1848 شركة محلية مدرجة في البورصة في اليابان في نهاية عام 1986، تم إدراج حوالي 80٪ في بورصة طوكيو للأوراق المالية والأوراق المالية.
ساعد تطوران في أواخر الثمانينيات في التوسع السريع لبورصة طوكيو للأوراق المالية والأوراق المالية. الأول كان التغيير في تمويل عمليات الشركة. حصلت الشركات الكبيرة تقليديًا على التمويل من خلال القروض المصرفية بدلاً من أسواق رأس المال، لكنها بدأت في أواخر الثمانينيات في الاعتماد أكثر على التمويل المباشر. حدث التطور الثاني في عام 1986 عندما سمحت بورصة طوكيو لشركات الوساطة غير اليابانية بأن تصبح أعضاء لأول مرة. بحلول عام 1988، كان التبادل يضم ستة عشر عضوا أجنبيا. كان لدى بورصة طوكيو للأوراق المالية والأوراق المالية 124 شركة عضو في عام 1990. في عام 1990، تم تداول خمسة أنواع من الأوراق المالية في بورصة طوكيو: الأسهم والسندات وصناديق الاستثمار والحقوق والضمانات وحدها.
انفجرت تعاملات سوق الأسهم اليابانية في الثمانينيات، مع زيادة حجم التداول وارتفاع أسعار الأسهم بسرعة. نما التداول الذي سجله مؤشر نيكاي 225 ، الذي تم تجميعه بواسطة Nihon Keizai Shimbun (Japan Economic Daily)، من 6850 في أكتوبر 1982 إلى حوالي 39000 في أوائل عام 1990. خلال فترة ستة أشهر واحدة في عام 1986، زاد إجمالي حجم التجارة في بورصة طوكيو بنسبة 250٪ مع التقلبات الشديدة في مؤشر نيكاي. بعد هبوط بورصة نيويورك في أكتوبر 1987، انخفض متوسط طوكيو بنسبة 15٪، ولكن كان هناك انتعاش حاد بحلول أوائل عام 1988. كانت هذه ذروة فقاعة أسعار الأصول اليابانية، التي انهارت في عام 1990، وتبعها العقد الضائع .